# Sundsvalls fallskärmsklubb
Sundsvalls fallskärmsklubb är en ideell idrottsförening som grundades år 1969. Verksamhet består av fallskärmshoppning som innefattar tävling och träningshoppning och kurser för den som vill lära sig att hoppa fallskärm. 
I verksamhetens början utövade man sporten till en början på Ope, Östersund för att senare flytta ner till Söderhamn-Mohed flygfält. Verksamheten växte och delades sedan upp i två föreningar år 1976. Sundsvalls Fallskärmsklubb flyttade sin verksamhet till Bänkås på Alnön utanför Sundsvall där den är än idag och Söderhamns fallskärmsklubb fortsatt med sin verksamhet på Söderhamn-Mohed flygfält.
Under åren har många olika flygplan används för att utföra verksamheten. I begynnelsen användes olika varianter av små Cessna senare hittades en variant av Antonov som blev populär och stannade i många år.